# Сиротинский район (Сталинградская область)
Сиротинский район — административно-территориальная единица в составе Сталинградского края и Сталинградской области, существовавшая в 1935—1951 годах. Центр — станица Сиротинская.
Сиротинский район был образован в составе Сталинградского края 25 января 1935 года из частей Иловлинского и Калачёвского районов.
В состав района вошли сельсоветы Иловлинского района Акимовский, Больше-Перекопский, Голубинский, Задоно-Авиловский, Камышинский, Кисляковский, Ново-Григорьевский, Островский, Сиротинский, Старо-Григорьевский, Хлебенский, Хмелевский, а также Голубино-Лучинсий с/с Калачёвского района.
5 декабря 1936 года Сиротинский район вошёл в Сталинградскую область.
21 июня 1949 года Голубино-Лучинский с/с был присоединён к Акимовскому, а Задоно-Авиловский — к Хлебенскому.
17 марта 1951 года Сиротинский район был упразднён, а его территория разделена между Логовским, Иловлинским и Калачёвским районами.